# An das Kloster klopft es leise
An das Kloster klopft es leise ist ein Schlager des österreichischen Sängers Freddy Quinn  aus dem Jahr 1972, der auf dem von Gerhard Mendelson produzierten Album Bitte recht traurig veröffentlicht wurde.

## Entstehung
Als Komponist und Textdichter wird eine gemeinfreie Herkunft angegeben. Freddy Quinn ist als Bearbeiter und Spezialtextdichter angegeben und Wolfgang Rödelberger ebenfalls als Bearbeiter. Der Originalverlag ist der Schneider Hermann Bühnen Musikalienverlag; der Neue Welt Musikverlag ist Subverlag.

## Liedtext
Ein „alters Mütterlein“ klopft leise an ein Kloster, worauf ihr eine Nonne öffnet. Ihr Sohn sein „ins Feindesland hinein gezogen“, nun liege „er hier so schwer verwundet“, daher wäre sie gern seine Pflegerin. Doch „gerade jetzt ist er verschieden“, da seine Wunden schwer geheilt hätten. Als die Mutter den Leichnam sah, stürzte sie zu Boden und verstarb. „Man grub für zwei das Grab“. Die Inschrift auf dem Grabstein lautet: „Mutter und Sohn ruh’n Hand in Hand, beide sind zugleich verschieden für das teure Vaterland“.

## Veröffentlichung
1972 war das Lied auf dem Album Bitte recht traurig. Dieses erschien im Musiklabel Polydor unter der Nummer 2371 295, wobei der Druck durch die Gerhard Kaiser GmbH geschah und Gerhard Mendelson der Produzent war. Die Rechtegesellschaft war die Gesellschaft für musikalische Aufführungs- und mechanische Vervielfältigungsrechte. Das Album erschien zudem als Promo-Tonträger. 1999 erschien das Album als Neuauflage im Musiklabel Bear Family Records unter der Nummer BCD 16315 AH auf Compact Disc.